# Douro (vinregion)
Douro är en vinregion i Portugal belägen i floden Douros dalgång i regionen Trás-os-Montes e Alto Douro. Den kallas ibland Alto Douro (Högre Douro), då den är belägen en bit uppströms från Porto, skyddad av kringliggande berg från kustens klimatpåverkan. Regionen har landets högsta vinklassificering med ursprungs- och kvalitetsmärkningen Denominação de Origem Controlada (DOC). Medan området främst förknippas med sin produktion av portvin, producerar Douro lika mycket bordsvin som starkvin. Portvinerna går inte under beteckningen Douro DOC utan Porto DOC och enklare viner från Douro har beteckningen Duriense VR, en lägre Vinho Regional-beteckning.
Vinerna som produceras sträcker sig från lätta vita viner, röda viner i Bordeaux-stil till mörka röda viner i Bourgogne-stil som fått åldras i nya ekfat.

## Historia
Det finns arkeologiska fynd som visar på att vintillverkning i regionen härrör från slutet av Västromerska rikets tidevarv, på 200- och 300-talet, även om vindruvor även hittats i äldre fornminnen. Under medeltiden från mitten av 1100-talet hade Cistercienserorden stort inflytande över vintillverkning i regionen, genom sina tre kloster Salzedas, São João de Tarouca och São Pedro das Águias.
På 1600-talet utvidgades regionens vingårdar och det tidigaste omnämnandet av ”portvin” är från 1675. Methuenfördraget mellan Portugal och England 1703, och den följande etableringen av många brittiska vinhus i Porto innebar att portvin blev regionens främsta produkt, och blev ekonomiskt betydelsefullt för hela Portugal. Som ett led i regleringen av produktionen och handeln av denna värdefulla handelsvara, definierade en kunglig portugisisk stadga den 10 september 1756 produktionsområdet för portvinet. Detta blev därigenom den första vinregionen med en formell avgränsning. Vingårdarna inom denna avgränsning låg i västra delen av den nuvarande regionen. Senare har vingårdarna gradvis expanderat österut till varmare och torrare områden.
Douro kom inte undan utbrottet av gräsmjöldagg 1852 och vinlusens härjningar 1863. Då bordsvin alltid producerats i regionen, sågs under lång tid inte mycket av detta utanför själva regionen. Vinhusen fokuserade på produktionen och exporten av portvin som var deras unika produkt på exportmarknaden och hade lite intresse för andra vinsorter. Således, då vinerna kunde vara bra, gjordes inga försök under lång tid att producera mer exklusivt bordsvin. Den som skapade det första ambitiösa dourovinet var Fernando Nicolau de Almeida, som arbetade som oenologist på vinhuset Ferreira. Han besökte Bordeaux under andra världskriget, vilket gav honom inspiration att skapa ett vin av högsta kvalitet. Vinet Barca Velha blev resultatet, första gången producerat 1952 med druvor från Quinta do Vale de Meão beläget i vindistriktet Douro Superior. Barca Velha fick inte omedelbart många efterföljare, då de flesta portvinshusen förblev ointresserade av vanligt vin under lång tid. Ett fåtal mer ambitiösa douroviner framträdde från början av 1970-talet, men det var inte förrän på 1990-talet som ett större antal viner kom ut på marknaden. En bidragande faktor var Portugals inträde i Europeiska ekonomiska gemenskapen 1986, som innebar att portvinshusens monopol avskaffades, och därigenom beredde vägen för producenter i Douros dalgång att producera och buteljera sina egna viner – portviner eller torra douroviner. I detta skede introducerade flera portvinshus även douroviner i sitt sortiment.
Vinregionen Douro fick världsarvsstatus 2001.

## Geografi och klimat
Vinregionen Douro är belägen kring floden Douros dalgång och mindre dalar i dess tillflöden  Varosa, Corgo samt Pinhão. Regionen skyddas från atlantvindarna av bergen Marão och Montemuro och har därför ett inlandsklimat, med varma och torra somrar och kalla vintrar.
Regionen delas vanligen in i tre vindistrikt, från väster till öster:
- Baixo Corgo ("Nedan Corgo"), vindistriktet med det mildaste klimatet och högsta nederbörden. Den har 14 000 hektar vinodlingar. Även om distriktet är det område som först planterades, anses det idag ge viner av sämre kvalitet än de två andra vindistrikten.
- Cima Corgo ("Ovan Corgo") är regionens största vindistrikt med 19 000 hektar vinodlingar, centrerade kring byn Pinhão, och där de flesta av de berömda quintas ligger.
- Douro Superior ("Övre Douro"[7]) är det varmaste och torraste av vindistrikten och sträcker sig hela vägen till den spanska gränsen. Det har 8 700 hektar vinodlingar och är en källa till många viner av mycket god kvalitet. Då det är det minst åtkomliga av de tre vindistrikten, är detta distrikt det som odlats upp senast, och ännu expanderar.

Terrasserade vinodlingar är mycket vanliga i Douroregionen. Vinodlingar för portvinsproduktion planteras vanligen på glimmerskiffer-områden medan områden med granit-baserade jordar används för bordsvinproduktion.

## Druvor
De främsta druvsorterna i Douroregionen är Bastardo, Mourisco Tinto, Tinta Amarela, Tinta Barroca, Tinta Cao, Tinta Roriz (samma som Spaniens Tempranillo), Touriga Francesa och Touriga Nacional, samt de vita druvorna Donzelinho Branco, Gouveio, Malvasia Fina, Rabigato, och Viosinho.
Ett stort antal druvsorter växer i Douroregionen, de flesta av dem lokala portugisiska druvor. Under en lång tid studerades inte druvsorterna i Douro särskilt väl. Vinodlingar med blandade sorter var normen och större delen av tiden visste inte vinodlarna vilken druvsort de odlade. En pionjärinsats gjordes på 1970-talet som identifierade Touriga Nacional, Tinta Roriz, Touriga Franca, Tinta Cão och Tinta Barroca som de främsta blå druvsorterna. Tinta Amarela och den rödaktiga Sousão har senare kommit att inkluderas bland sorterna som är av mest intresse. Detta arbete var viktigt för skapandet av en ny våg av högkvalitativa douroviner och har även lett till ett större fokus på druvsorterna som används i Portvinet. De flesta  framgångsrika vingårdarna planterar nu om sina vinodlingar och fokuserar på ett begränsat antal sorter, men även äldre, blandade vinodlingar finns ännu kvar.